# Милочани
Милочани је насеље у општини Никшић у Црној Гори. Према попису из 2003. било је 863 становника (према попису из 1991. било је 760 становника).

## Историја
Италијани су 1941. године у Милочаниима запалили три сеоске куће.

## Демографија
У насељу Милочани живи 636 пунолетних становника, а просечна старост становништва износи 35,0 година (34,8 код мушкараца и 35,1 код жена). У насељу има 225 домаћинстава, а просечан број чланова по домаћинству је 3,84.
Становништво у овом насељу веома је хетерогено, а у последња три пописа, примећен је пораст у броју становника.
|  |

| Демографија | Демографија | Демографија |
| Година      | Становника  | Становника  |
| ----------- | ----------- | ----------- |
|             |             |             |
|             |             |             |
|             |             |             |
|             |             |             |
| 1948.       | 313         |             |
| 1953.       | 419         |             |
| 1961.       | 438         |             |
| 1971.       | 514         |             |
| 1981.       | 645         |             |
| 1991.       | 760         | 744         |
| 2003.       | 886         | 863         |
|             |             |             |

| Етнички састав према попису из 2003.‍ | Етнички састав према попису из 2003.‍ | Етнички састав према попису из 2003.‍ | Етнички састав према попису из 2003.‍ | Етнички састав према попису из 2003.‍ |
| ------------------------------------ | ------------------------------------ | ------------------------------------ | ------------------------------------ | ------------------------------------ |
|                                      |                                      |                                      |                                      |                                      |
| Црногорци                            | Црногорци                            |                                      | 513                                  | 59,44%                               |
| Срби                                 | Срби                                 |                                      | 262                                  | 30,35%                               |
| Руси                                 | Руси                                 |                                      | 2                                    | 0,23%                                |
| Хрвати                               | Хрвати                               |                                      | 1                                    | 0,11%                                |
| Македонци                            | Македонци                            |                                      | 1                                    | 0,11%                                |
| непознато                            | непознато                            |                                      | 5                                    | 0,57%                                |

| Година пописа     | 1948. | 1953. | 1961. | 1971. | 1981. | 1991. | 2003. |
| ----------------- | ----- | ----- | ----- | ----- | ----- | ----- | ----- |
| Број домаћинстава | 68    | 88    | 114   | 109   | 136   | 165   | 226   |

| Број чланова      | 1   | 2  | 3  | 4  | 5  | 6  | 7  | 8  | 9 | 10 и више | Просек |
| ----------------- | --- | -- | -- | -- | -- | -- | -- | -- | - | --------- | ------ |
| Број домаћинстава | 225 | 33 | 29 | 33 | 48 | 38 | 27 | 12 | 2 | 2         | 1      |

| Пол    | Укупно | Неожењен/Неудата | Ожењен/Удата | Удовац/Удовица | Разведен/Разведена | Непознато |
| ------ | ------ | ---------------- | ------------ | -------------- | ------------------ | --------- |
| Мушки  | 344    | 131              | 196          | 9              | 3                  | 5         |
| Женски | 327    | 83               | 201          | 38             | 1                  | 4         |
| УКУПНО | 671    | 214              | 397          | 47             | 4                  | 9         |

| Пол    | Укупно                    | Пољопривреда, лов и шумарство | Рибарство                            | Вађење руде и камена | Прерађивачка индустрија       |
| ------ | ------------------------- | ----------------------------- | ------------------------------------ | -------------------- | ----------------------------- |
| Мушки  | 143                       | 10                            | 0                                    | 2                    | 50                            |
| Женски | 57                        | 3                             | 0                                    | 1                    | 8                             |
| УКУПНО | 200                       | 13                            | 0                                    | 3                    | 58                            |
| Пол    | Производња и снабдевање   | Грађевинарство                | Трговина                             | Хотели и ресторани   | Саобраћај, складиштење и везе |
| Мушки  | 4                         | 6                             | 15                                   | 2                    | 14                            |
| Женски | 0                         | 0                             | 17                                   | 5                    | 1                             |
| УКУПНО | 4                         | 6                             | 32                                   | 7                    | 15                            |
| Пол    | Финансијско посредовање   | Некретнине                    | Државна управа и одбрана             | Образовање           | Здравствени и социјални рад   |
| Мушки  | 2                         | 1                             | 16                                   | 4                    | 4                             |
| Женски | 0                         | 0                             | 2                                    | 8                    | 10                            |
| УКУПНО | 2                         | 1                             | 18                                   | 12                   | 14                            |
| Пол    | Остале услужне активности | Приватна домаћинства          | Екстериторијалне организације и тела | Непознато            | Непознато                     |
| Мушки  | 7                         | 0                             | 0                                    | 6                    | 6                             |
| Женски | 1                         | 0                             | 0                                    | 1                    | 1                             |
| УКУПНО | 8                         | 0                             | 0                                    | 7                    | 7                             |